# Força Aérea Argentina

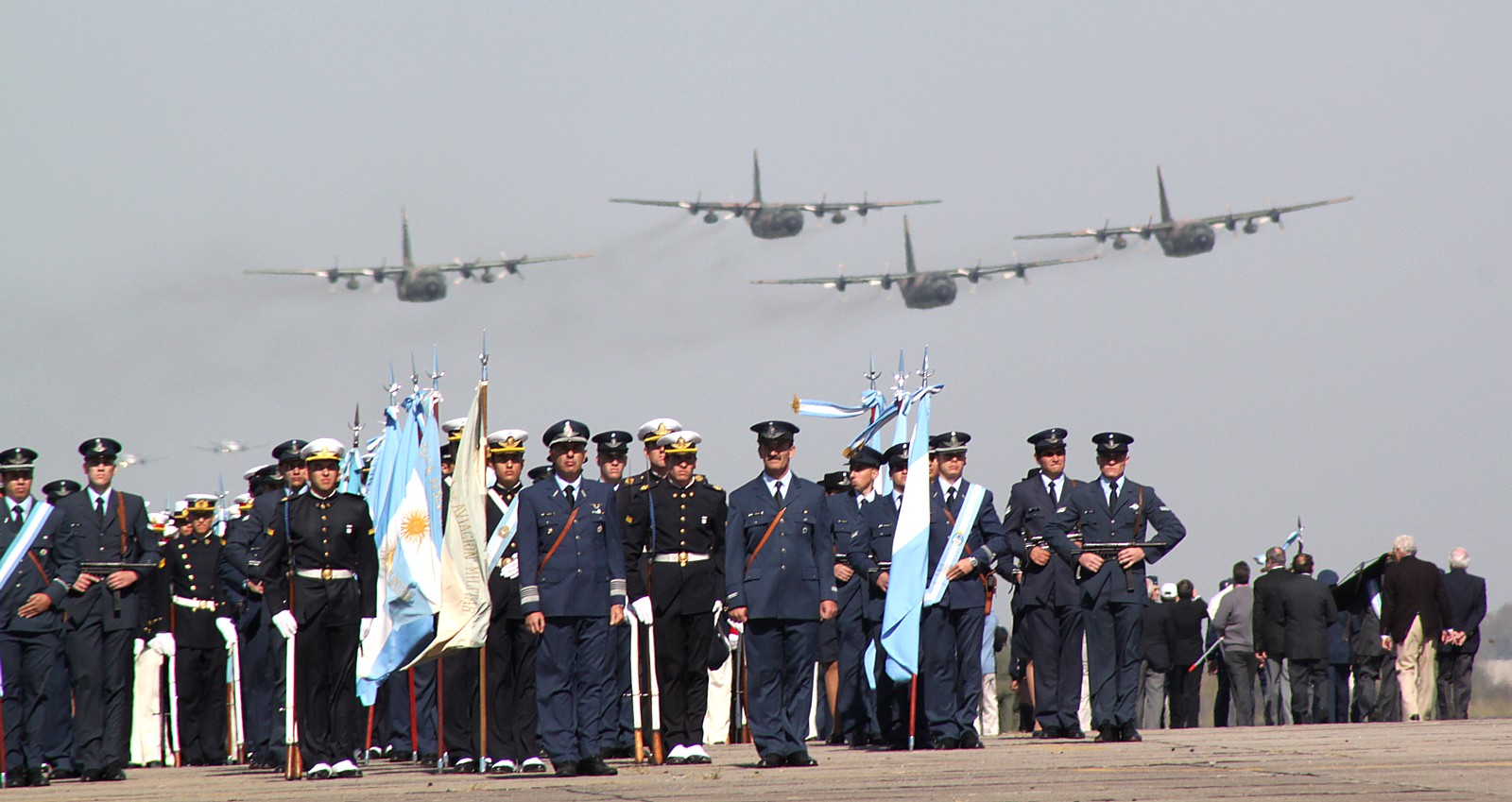
Aeronaves C-130 argentinas durante um show aéreo.

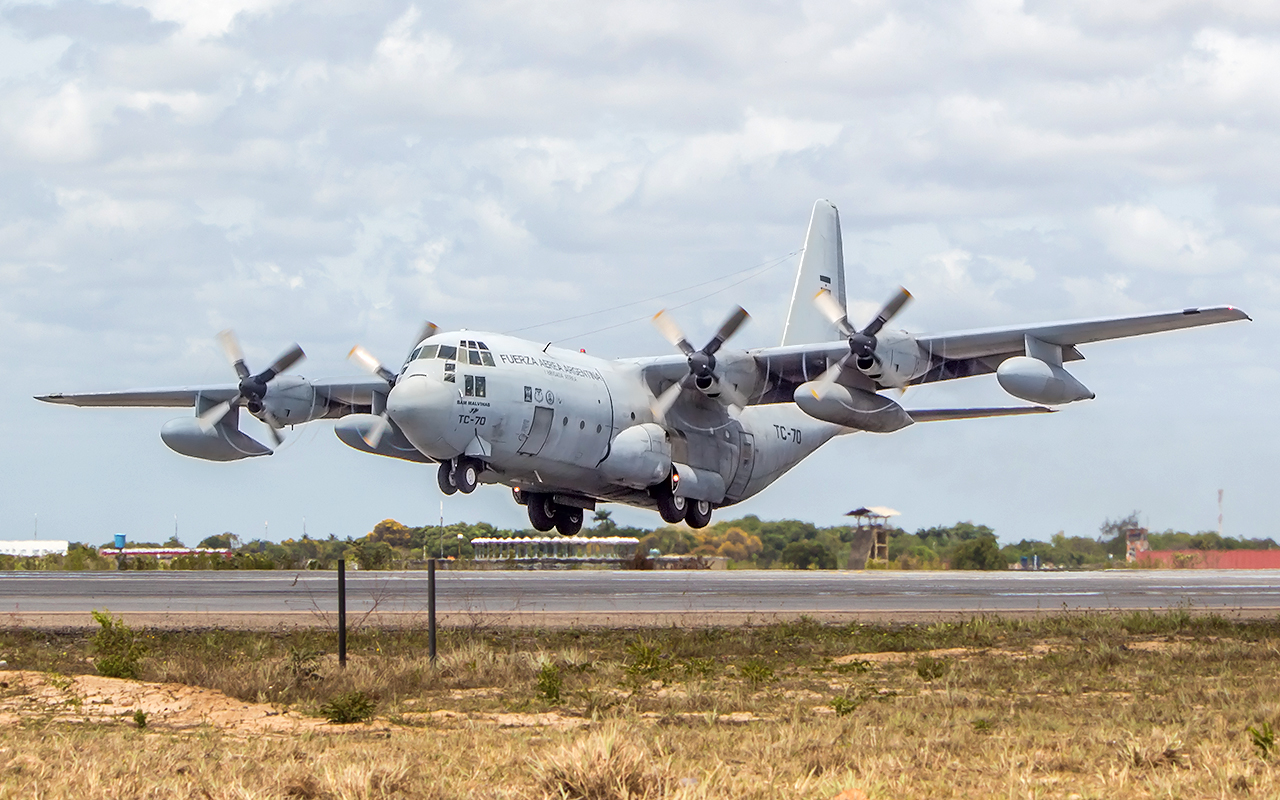
Lockheed KC-130H Hercules TC-70 Fuerza Aérea Argentina, na Cruzex 2024

Força Aérea Argentina ou FAA (original: Fuerza Aérea Argentina) é o ramo aéreo das Forças Armadas da Argentina.
Em 2007, o efetivo da FAA era de 14 606 militares e 6 854 civis, totalizando 21 569 homens e mulheres que constituem a força aérea. Do total de militares, 2 497 são oficiais, 9 394 são suboficiais e 1 718 são soldados voluntários.

## História

### Origem
A história da Força Aérea Argentina começa com o estabelecimento da Escola de Aviação Militar do Exército, em 10 de agosto de 1912. Diversos oficiais militares figuravam entre os pioneiros da aviação argentina, incluindo Jorge Newbery, um oficial aposentado da Marinha. A escola começou a revelar pilotos militares que participaram de acontecimentos marcantes na aviação argentina, como a travessia da Cordilheira dos Andes.

### Criação
Em 11 de fevereiro de 1944, foi criado o Comando em Chefe da Aeronáutica, que se reportava diretamente ao Ministério da Guerra e tinha por finalidade dirigir os assuntos aeronáuticos do país, com exceção da Marinha, e a promoção da atividade aérea civil. Posteriormente foi a criado a Secretaria de Aeronáutica em 4 de janeiro de 1945, data em que a Aeronáutica Argentina se constituiu como tal. Seu nome oficial foi alterado na década de 1960 para "Fuerza Aérea Argentina", que mantém até hoje.
Ao final da Segunda Guerra Mundial, a  Argentina iniciou um processo de modernização, para o qual incorporou aviões de guerra como o Gloster Meteor, sendo a primeira força aérea da América Latina equipada com aeronaves de propulsão a jato. Alguns aviões bombardeiros Avro Lincoln e Avro Lancaster também foram adquiridos.

### Guerra das Malvinas[2][3]
Guerra das Malvinas
A Força Aérea Argentina tinha quase 200 aviões de combate
- 9 bombardeiros Canberra
- 19 Mirage IIIEA
- 26 Dagger (Kfir, Mirage V)
- +-68 A-4 Skyhawks
- 45 Pucara

- O restante eram treinadores, transportes e helicópteros

Limitações:
- Somente os Canberra tinham alcance para voar até as Falklands e voltar, sem reabastecimento, mas eram também mais vulneráveis à interceptação;
- Mirages e Daggers só podiam chegar até as Malvinas sem voar em velocidade supersônica, isto é, não podiam empregar o pós-queimador (after burner);
- Mirages e Daggers não possuíam capacidade REVO;
- Os A-4 podiam alcançar as ilhas, mas somente com REVO e levando uma carga menor de bombas;
- As ilhas Malvinas tinham 3 pistas de pouso, mas a maior não tinha comprimento para operar caças a jato. Ela precisaria ter sido ser ampliada (inclusive em suas áreas de escape) para poder receber A-4 e Mirage/Dagger.

A-4 Skyhawk
Em 1965, a Argentina comprou 50 A-4B Skyhawks para a Força Aérea por US$ 7 100 000. Em 1970, mais excedentes da Marinha dos EUA foram comprados para a Marinha. Eles pesavam 4 600 kg vazio, com 12,48m de comprimento e 4,57m de altura. Contavam com dois canhões MK-12 de 20 mm e a capacidade de lançar bombas de até 1 000 libras. O A4B acompanhado pelo A4C não continham um número suficiente de tanques de lançamento, portanto eles não portavam autonomia suficiente. O A4B também não tinha suporte VLF/INS, então o LR-35 guiou essas aeronaves, pois suas velocidades eram compatíveis.
Miragem III e V
Em 14 de julho de 1970, foi assinado o contrato para a compra de 10 M-IIIs monopostos e 2 bipostos M-III, tornando-se assim a primeira aeronave da Força Aérea capaz de transportar mísseis ar-ar. Em 1977 é feita a compra de mais 7 monolugares e, em 1979, mais 2 aeronaves biplaces. A Força Aérea contavam com 21 unidades Mirage III.
Em 28 de agosto de 1979, chegou o primeiro lote dos Mirage V. Como resultado da boa ação, em 1980, foram adquiridas mais 13 unidades (11 monolugares e 2 biplaces).
IA-58 Pucara
A força aérea contava com 4 aeronaves. Dessa forma, formou-se o Esquadrão Aeromóvel Pucará Malvinas, que foi o primeiro esquadrão de aviões de combate a pousar no arquipélago.
BMK-62 Camberra
A Força Aérea Argentina tinha um total de 10 aeronaves modelo B62. Teve:
- 4 canhões de 20 mm com 500 cartuchos ou 2 grupos de metralhadoras de 7,62 mm
- Um compartimento interno e dois pontos externos com capacidade de 3 600 kg, para carregar uma combinação de:
  - Até 9 x 500 lb (227 kg) ou 6 x 1 000 lb (454 kg) ou uma única bomba de 4 000 lb (1.814 kg).
  - 2x pods de 37 foguetes não guiados de 51 mm (2 pol) ou, alternativamente, 2x pods de foguetes SNEB de 18x 68 mm.

C-130 Hércules
Três unidades foram adquiridas em 1968 pela Força Aérea Argentina. Em seguida, os C-130Hs que chegaram entre 1971 e 1975 e, finalmente, cinco C-130Bs em 1982.
Durante as hostilidades, em 1º de junho de 1982, um deles sofreu as consequências de um ataque aéreo de aviões da Marinha Real Britânica, derrubando-o e causando a morte de seus 7 tripulantes.
Perdas: No total, a aviação argentina conseguiu afundar 7 navios britânicos e avariar (levemente ou seriamente) cerca de 20 unidades. Mas o preço foi alto: a FAA perdeu ao todo 47 aeronaves e 55 tripulantes (somando os feridos, o total de baixas chegou a 101):
- 10 Douglas A-4B Skyhawk
- 9 Douglas A-4C Skyhawk
- 2 Mirage IIIEA
- 11 IAI M-5 Dagger
- 2 BAC BMK-62 Canberra
- 11 FMA IA-58 Pucará
- 1 Lockheed C-130H Hercules
- 1 Gates LR-35A Learjet

### Pós guerra
Em 1982, a Força Aérea Argentina desenhou um plano de renovação para a década de 1990. Autoridades aeronáuticas estavam convencidas da conveniência de acabar com a dependência tecnológica da Argentina. Por esta razão, eles planejaram o desenvolvimento do treinador FMA IA-63 Pampa, o caça furtivo FMA SAIA 90 e a transformação do foguete Condor em um míssil balístico de médio alcance. O avião Pampa foi consagrado e servido, enquanto o SAIA 90 foi cancelado por resolução do presidente Raúl Alfonsín em favor do Cóndor, que prosperou até o final da década de 1980. O míssil sucumbiu à decisão do presidente Carlos Saúl Menemcancelar.
Em 1994, Menem interrompeu o serviço militar obrigatório e começou a permitir que as mulheres servissem.

### Anos 2000
A Força Aérea Argentina esteve envolvida em missões de paz das Nações Unidas, enviando um contingente para Chipre em 1994 e desdobrando helicópteros Bell 212 para o Haiti em 2005.
Em 2007, a Força Aérea começou a participar da Operação Fortín, que tinha como objetivo a vigilância do espaço aéreo argentino e a prestação de informações às Forças de Segurança no combate ao narcotráfico. Os recursos aéreos também foram constantemente aportados ao Plano Nacional de Gestão de Incêndios .
No início de 2011, a força incorporou três Nostromo Yarará, um veículo aéreo não tripulado, para sua nova escola de veículos aéreos não tripulados, na província de Córdoba, a primeira construída na Argentina para missões de vigilância e reconhecimento.

## Sucateamento e tentativa de modernização

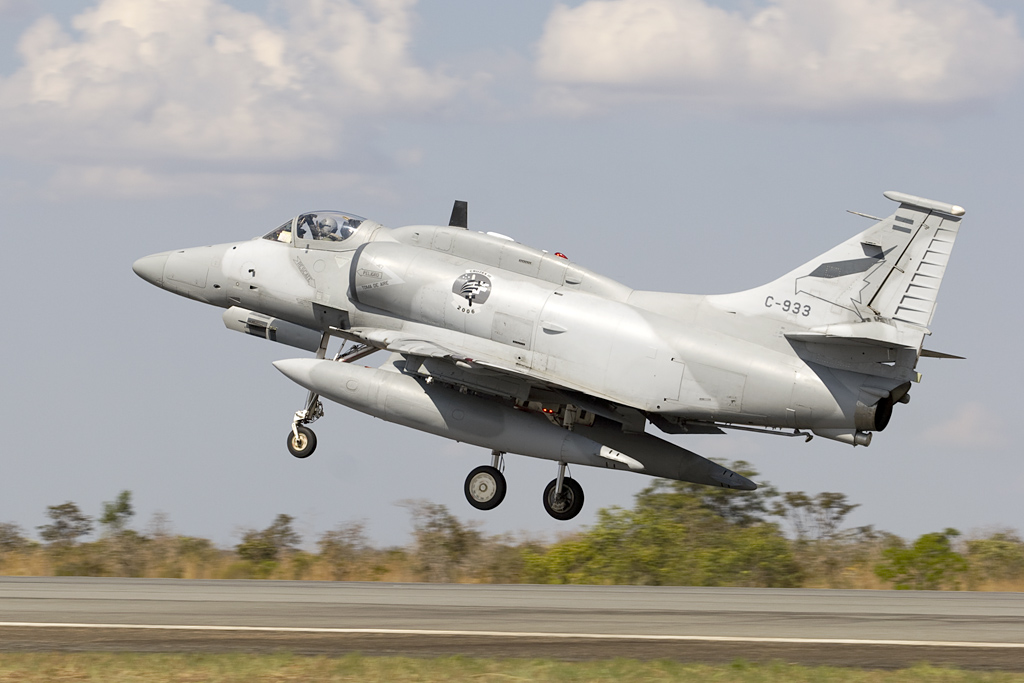
Aeronave de ataque ao solo A-4AR Fightinghawk.

Todos os Mirages foram oficialmente desativados em 30 de novembro de 2015. Os A-4 foram aterrados em janeiro de 2016 por falta de peças sobressalentes. 
Grande parte de seus aviões de combate estão sem condições de voo ou estão em péssimas condições, devido aos embargos por parte dos ingleses nas tentativas de adquirir novas aeronaves e devido ao descaso do governo.
Além do embargo por parte dos ingleses a Argentina sofre com diversos problemas econômicos e isso dificulta ainda mais a compra de uma nova aeronave de fabrica ou até mesmo de prateleira.
Alguns rumores surgiram com a possibilidade de adquirir 24 caças Gripen E/F dentro do padrão que esta sendo adotado pelo Brasil, a chamada versão BR. A resposta de Londres foi clara: não permitirá a exportação de componentes britânicos para a Argentina. Foi mais uma interferência nos planos de Buenos Aires. Inicialmente, as autoridades argentinas pretendiam adquirir caças Mirage F-1 modernizados pela Espanha. Em seguida, avaliaram aviões Kfir C-10 — rejeitados pelo Brasil em 2002 pelo péssimo estado das células. Posteriormente surgiu a informação que o governo Argentino estaria negociando a compra de 10 caças FA-50 coreanos, no entanto a compra foi vetada pelos ingleses. As três tentativas caíram por terra diante da obstinada reação do Reino Unido, que mantém permanentemente uma patrulha de quatro caças Typhoon em Port Stanley.
O governo argentino está estreitando seus laços com a República Popular da China e com a Rússia. Foi a alternativa encontrada para enfrentar o bloqueio imposto pela banca internacional depois que a Justiça de Nova York impediu o pagamento aos credores que aceitaram as condições do Plano de Repactuação dos Títulos do Tesouro Argentino, que impuseram um deságio de 70% na dívida.
A RPC pode fornecer caças JF-17 a baixo custo. O mesmo ocorre com a Rússia. Há versões de alto desempenho do MiG-29 disponíveis no mercado a um preço 50% inferior ao do produto da SAAB. 
Ao longo dos anos surgiram diversos rumores sobre a próxima aeronave de caça da Força aérea Argentina.
Muitos rumores sobre caças de origem Russa surgiram. A Rússia fez várias propostas relacionadas à aquisição de aeronaves pela Argentina, incluindo a oferta de caças Su-30, Mig-29, Mig-35.
O diretor da estatal indiana Hindustan Aeronautics Limited R. Madhavan confirmou ao Business Standard que a Índia ofereceu oficialmente seus jatos LCA Tejas para a Argentina. Medhavan também disse que a HAL se ofereceu para substituir componentes principais como a sonda de reabastecimento a bordo da cobham fornecida pela Grã-Bretanha, o cone de nariz de quartzo e assentos de ejeção Martin Baker por outras alternativas.
O JF-17 caça de origem chinesa despertou o interesse argentino. Após visitas de delegações argentinas e conversas sobre a possibilidade de um lote inicial de 12 aeronaves em um custo de US$ 700 milhões.
Em junho de 2023, a Argentina recebeu um C-130 arrendado adicional dos EUA, elevando o número total de C-130 operacionais para cinco aeronaves. Ao mesmo tempo, a administração Biden pediu ao Congresso que aprovasse a venda potencial de F-16 da antiga Força Aérea Real Dinamarquesa, bem como de aeronaves de patrulha marítima P-3C Orion da antiga Força Aérea Real Norueguesa, para a Argentina. Embora os EUA apoiassem a venda para evitar a possibilidade de a Argentina recorrer à China para obter os seus aviões de combate, previa-se que o Reino Unido instaria a Dinamarca a não realizar a venda. Também não estava claro se o custo de aquisição combinado (de US$ 447 milhões) seria considerado acessível pela Argentina.  
Em setembro de 2023, o relatório da Comissão de Relações Exteriores do Congresso dos EUA do mês de julho publicou a Notificação do Congresso sobre a transferência de seis caças F-16 Block 10 e 32 F-16 Block 15 por um valor aproximado de US$ 338.695.634. No mês seguinte, a subsecretária adjunta de Segurança Regional do Departamento de Estado, Mira Resnick, entregou uma carta para o embaixador argentino Jorge Argüello, aprovando a transferência de aeronaves F-16 da Dinamarca para a Argentina.
Em outubro de 2023, o governo argentino assinou um acordo para a aquisição de aeronaves de patrulha marítima P-3 Orion com autoridades do governo norueguês. A Marinha Argentina poderá recuperar a capacidade de vigilância e patrulha de longo alcance que havia perdido após a frota de P-3B ter ficado fora de serviço. Três das aeronaves P-3C estão equipadas para missões de vigilância marítima, antissubmarino e antissuperfície, e uma P-3N foi projetada para operações de busca e salvamento, de acordo com um comunicado do Ministério da Defesa argentino. O comunicado também observou que o negócio vale US$ 67 milhões. A primeira aeronave estava prevista para chegar em novembro, mas teve sua entrega atrasada pela Noruega em razão do não pagamento. Em dezembro de 2023, foi relatado o pagamento da primeira parcela da compra das aeronaves.
Em janeiro de 2024, o presidente da Argentina, Javier Milei, optou por adquirir 24 caças F-16 da Dinamarca, recusando assim a proposta da China de fornecer 34 aeronaves JF-17. De acordo com o portal Infobae, a negociação conta com o aval e financiamento dos Estados Unidos, que têm interesse em conter a influência chinesa na América Latina. A transação será conduzida pela empresa norte-americana Lockheed Martin. A Argentina confirmou o valor do acordo para a compra de caças F-16A/B MLU, totalizando US$ 650 milhões. O pacote inclui 24 aeronaves por US$ 338 milhões e um conjunto de armamentos no valor de US$ 312 milhões, com mísseis AIM-9 Sidewinder e AIM-120 AMRAAM.
No dia 26 de março de 2024, em Buenos Aires, os ministros da Defesa da Dinamarca, Troels Lund Poulsen, e da Argentina, Luis Alfonso Petri, assinaram uma carta de intenções formalizando a proposta de venda de 24 caças F-16 dinamarqueses ao governo argentino. No dia 16 de abril, a Força Aérea Argentina formalizou a compra de 24 caças F-16 Fighting Falcon. O contrato foi assinado pelo Ministro da Defesa, Luis Petri, e pelo Brigadeiro-Major Fernando Luis Mengo, consolidando o acordo com o governo da Dinamarca.
Estão previsto no pacote:
- 24 aeronaves F-16 Block 15 MLU
- quatro simuladores
- peças sobressalentes
- pods de reconhecimento
- armamentos de treinamento, como os mísseis AIM-9X e AIM-120 AMRAAM

Estava previsto, ainda para 2024, a assinatura de um segundo contrato — desta vez com os Estados Unidos — para a aquisição de armamentos ar-ar e ar-superfície. As primeiras aeronaves devem ser entregues a partir de 2025.
No dia 30 de outubro de 2024, o Departamento de Estado autorizou uma possível Venda Militar Estrangeira ao Governo da Argentina, envolvendo equipamentos e suporte para aeronaves F-16, incluindo serviços logísticos e apoio ao programa, com valor estimado em US$ 941 milhões. A  Agência de Cooperação de Segurança de Defesa enviou hoje ao Congresso a certificação necessária para notificar essa potencial transação. A  Argentina solicitou a aquisição de equipamentos e serviços para suporte a vinte e quatro 24 aeronaves F-16 Block 10/15 (8 biplaces e 16 monopostos), adquiridas por meio de transferência de terceiros. Entre os itens solicitados estão: 
- 36 mísseis AIM-120 C-8 AMRAAM e duas (2) seções de orientação para esses mísseis;
- 102 bombas gerais MK-82 de 500 libras
- 50 conjuntos de asas MXU-650 para bombas guiadas a laser GBU-12 Paveway II, também de 500 libras
- 102 espoletos programáveis FMU-152A/B com sistemas FZU-63A/B
- 50 grupos de controle MAU-169L/B

Além dos equipamentos principais de defesa, a venda inclui armamentos, dispositivos explosivos, propelentes, rádios AN/ARC-238, Sistemas de Planejamento de Missões Conjuntas (JMPS), espoletas inertes FMU-169D/B, Sistema de Suporte Terrestre (GSS) para Link-16, dispositivos criptográficos KY-58M e KIV-78, carregadores de chave AN/PYQ-10 (SKL), cabos de segurança de comunicações (COMSEC) e outros equipamentos relacionados a COMSEC. Também fazem parte da proposta cartuchos, contramedidas eletrônicas (chaffs e flares), sistema de treinamento para descarte seguro de explosivos, suporte a aviônicos, equipamentos de comunicação e navegação de precisão, além de números de identificação de programas de computador (CPINS). O pacote contempla ainda suporte para guerra eletrônica, modificações e manutenção de diferentes níveis, componentes e peças de aeronaves, instrumentos e equipamentos de laboratório, peças sobressalentes, consumíveis, suporte para reparos, entrega e manutenção de softwares classificados e não classificados, publicações técnicas, treinamento de pessoal e equipamentos, vestuário e equipamentos pessoais, combustível de aviação, apoio ao transporte e reabastecimento aéreo, além de estudos, pesquisas e serviços de engenharia, técnicos e logísticos providos pelo governo e contratados dos EUA. O custo total estimado dessa possível venda é de US$ 941 milhões.
Em dezembro de 2024, o primeiro caça F-16B Fighting Falcon Block 10 usado apenas para treinamento em solo, foi transportado de Aalborg, na Dinamarca, em um avião C-130 Hércules e desembarcou na base aérea de El Palomar, sendo posteriormente enviada a Tandil, onde será montada e integrada ao programa de formação de pilotos e técnicos. Parte da aeronave, incluindo o motor, foi embarcada no Lockheed C-130H Hércules matrícula TC-66, enquanto o restante será carregado no KC-130H TC-69.
No dia 25 de fevereiro de 2025, o Ministro da Defesa da Argentina, Luis Petri, liderou a cerimônia na VI Brigada Aérea de Tandil que oficializou a incorporação do Sistema de Armas F-16 às Forças Armadas argentinas, um avanço tecnológico importante na política de defesa do governo de Javier Milei. O primeiro F-16B MLU Bloco 10, chamado “número 25”, foi montado em Tandil. Seis caças operacionais chegarão até o final de 2025 para a base de Río Cuarto, enquanto Tandil passa por modernização. Os demais 18 caças serão entregues nos próximos três anos, completando as 24 unidades adquiridas da Dinamarca.
A Lockheed Martin, recebeu um contrato de até US$ 265,96 milhões para fornecer suporte ao programa F-16 relacionado à venda militar estrangeira para a Argentina. O contrato inclui uma obrigação inicial de US$ 53,19 milhões e abrange a atualização do programa de voo e a transferência das aeronaves F-16 da Dinamarca para a Argentina. As atividades ocorrerão nos Estados Unidos, Dinamarca e Argentina, com previsão de conclusão até 31 de março de 2032.
Em maio de 2025, o chefe do Estado-Maior da Força Aérea Argentina (FAA), Brigadier Gustavo Valverde, em entrevista ao portal Zona Militar, confirmou negociações para a aquisição de duas aeronaves KC-135R Stratotanker via “hot transfer”. Essa compra visa suprir a necessidade de reabastecimento em voo dos novos caças F-16, já que os atuais KC-130H não são compatíveis com esses modelos. A chegada dos KC-135R vai ampliar a autonomia e o alcance operacional da FAA, fortalecendo suas capacidades em patrulha e defesa aérea. A expectativa é que as aeronaves sejam incorporadas em breve, marcando um avanço importante na modernização da força aérea argentina.

## Escândalos
No início de 2005, o presidente Néstor Kirchner demitiu 17 brigadeiros da Força Aérea Argentina, incluindo o chefe da Força Aérea Argentina, Brigadeiro General Carlos Rohde, após um escândalo de tráfico de drogas no Aeroporto Internacional de Ezeiza. Kirchner citou falhas nos sistemas de segurança dos aeroportos argentinos que eram supervisionados pela Polícia Aeronáutica Nacional, ex-ramo da Força Aérea que dependia do Comando das Regiões Aéreas, deixou de ter caráter militar e tornou-se uma força de segurança civil. vez no Ministério do Interior, renomeado Polícia de Segurança Aeroportuária.

## Organização Militar
- I Brigada Aérea (Base Aérea de El Palomar, Buenos Aires)

1. 1º Esquadrão de Transporte Aéreo
2. 2º Esquadrão de Transporte Aéreo

- II Brigada Aérea (Base Aérea de Paraná, Entre Ríos)

1. 2º Grupo de Reconhecimento Aéreo
2. 4º Esquadrão de Transporte Aéreo

- III Brigada Aérea (Base Aérea de Reconquista, Santa Fé)

1. 2º Esquadrão de Ataque
2. 3º Esquadrão de Ataque

- IV Brigada Aérea (El Plumerillo, Mendoza)

1. 1º Esquadrão de Treinamento
2. 3º Esquadrão de Busca & Salvamento
3. 4º Esquadrão Acrobático Cruz del Sur
4. Escola de Aviação Militar (Escuela de Aviación Militar)

- V Brigada Aérea (Villa Reynolds, San Luis)

1. 1º Esquadrão Bombardeiro
2. 2º Esquadrão Bombardeiro

- VI Brigada Aérea (Tandil, Buenos Aires)

1. 1º Esquadrão Bombardeiro
2. 2º Esquadrão Bombardeiro
3. 3º Esquadrão de Interceptação Aérea

- VII Brigada Aérea (Moreno, Buenos Aires)

1. 1º Esquadrão de Busca & Salvamento
2. 2º Esquadrão Tático
3. 3º Esquadrão
4. 4º Esquadrão

- IX Brigada Aérea (Comodoro Rivadavia, Chubut)

1. 6º Esquadrão de Transporte Aéreo
2. 7º Esquadrão de Transporte Aéreo

- Escola de Aviação Militar (Escuela de Aviación Militar)

1. Planadores de Voo
2. Esquadrão de Serviço
3. Esquadrão Mentor
4. Esquadrão Tucano

- Grupo de Operações Especiais (Espanhol: Grupo de Operaciones Especiales)
- Grupamento Aéreo Presidencial (Espanhol: Agrupación Aérea Presidencial)

## Aeronaves
| Aeronave                             | Origem           | Tipo                       | Designação na FAA | Quantidade       | Observações                                                                                    | Foto             |
| Aviões de ataque                     | Aviões de ataque | Aviões de ataque           | Aviões de ataque  | Aviões de ataque | Aviões de ataque                                                                               | Aviões de ataque |
| ------------------------------------ | ---------------- | -------------------------- | ----------------- | ---------------- | ---------------------------------------------------------------------------------------------- | ---------------- |
| General Dynamics F-16 Block 10/15    | Estados Unidos   | Caça                       |                   | 24 encomendados  | As primeiras 6 aeronaves serão entregues no fim de 2025                                        |                  |
| A-4AR Fightinghawk                   | Estados Unidos   | Caça                       | A-4AR OA-4AR      | 23 2             | Função principal: caça-bombardeiro.                                                            |                  |
| FMA IA 58 Pucará                     | Argentina        | Contra-insurgência         | IA-58A            | 31               | Função principal: combate ligeiro/reconhecimento. Aeronave turboélice. 30 a serem atualizados. |                  |
| Aviões de treinamento                |                  |                            |                   |                  |                                                                                                |                  |
| FMA IA 63 Pampa                      | Argentina        | Treinamento avançado       | AT-63             | 39               |                                                                                                |                  |
| Sukhoi Su-29                         | Rússia           | Treinamento                | SU-29             | 8                | Avião para treinamento. Também usado em apresentações acrobáticas.                             |                  |
| Embraer EMB-312 Tucano               | Brasil           | Treinamento Básico         | EMB-312           | 26               |                                                                                                |                  |
| Grob G 120                           | Alemanha         | Treinamento                | Grob G-120        | 10               |                                                                                                |                  |
| Aviões de transporte                 |                  |                            |                   |                  |                                                                                                |                  |
| Learjet 35                           | Estados Unidos   | Transporte/Foto aérea      | 35A               | 4                |                                                                                                |                  |
| Lockheed C-130 Hercules              | Estados Unidos   | Transporte                 | KC-130H C-130H    | 1 7              |                                                                                                |                  |
| Fokker F28 Fellowship                | Países Baixos    | Transporte                 |                   | 4                |                                                                                                |                  |
| Fokker F27                           | Países Baixos    | Transporte                 |                   | 3                |                                                                                                |                  |
| Saab 340B                            | Suécia           | Transporte                 | Saab-340B         | 4                |                                                                                                |                  |
| De Havilland Canada DHC-6 Twin Otter | Canadá           | Transporte                 | DHC-6-200         | 7                |                                                                                                |                  |
| Cessna 182                           | Estados Unidos   | Utilitário                 |                   | 26               |                                                                                                |                  |
| Cessna 210                           | Estados Unidos   | Vigilância Aérea           |                   | 1                |                                                                                                |                  |
| Learjet 60                           | Estados Unidos   | Transporte VIP             |                   | 1                |                                                                                                |                  |
| Helicópteros                         |                  |                            |                   |                  |                                                                                                |                  |
| Bell 212                             | Estados Unidos   | Utilitário                 |                   | 9                |                                                                                                |                  |
| Mil Mi-17                            | Rússia           | Utilitário                 | Mi-171E           | 2                |                                                                                                |                  |
| MD Helicopters MD 500                | Estados Unidos   | Utilitário/ Treino         | 500D/E            | 12               |                                                                                                |                  |
| Aérospatiale SA 315B Lama            | França           | Busca e resgate de combate | SA 315B           | 2                |                                                                                                |                  |

## Comando
Lista do comandantes da Força Aérea Argentina em 2020:
- Chefe do Estadio-Maior: Brigadeiro Xavier Isaac.
- Subchefe do Estado Maior: Brigadeiro Hugo Schaub.
- Comandante do Treinamento e Alistamento: Brigadeiro Oscar Palumbo.